# Мозирське пасмо
Мозирське пасмо — пасмо в Мозирському районі Гомельської області, на правобережжі річки Прип'ять.
Пасмо простирається з північного заходу на південний схід майже на 33 км, ширина від 3 до 10 км. Висота над рівнем моря 160 — 200 м, максимальна 221 м. Пасмо має вигляд слабовигнутих в південно-західному напрямку смуг, складених з невеликих пасом і пагорбів. Північні і східні схили, що звернені до Прип'яті, круті, обривисті, висота їх над урізом води до 50-70 м, західні і південно-західні — пологі, поступово зливаються з прилеглою водно-льодниковою рівниною. Пасмо сильно порізане (до 20-30 промоїн та ярів на 1 км²). Близько Мозира яри глибиною 40-60 м. На схилах розвинені невеликі термокарстові і суффозіонні западини. Лісистості близько 36 %. Переважають соснові ліси і діброви. На терасированих схилах проводяться лісопосадки. Під ріллею близько 22 % території. Тут розташований ландшафтний заказник республіканського значення «Мозирські яри».